# JAZZ MASTER
JAZZ MASTER（ジャズ・マスター）は、日本のロックバンド。

## 概要
沢田研二のバックバンドとしてCO-CóLO解散後の1989年にKrís Krínglを経て結成。リーダー兼バンドマスターは吉田建。沢田研二と活動を共にした後、1995年頃に自然消滅した。
井上堯之バンド、エキゾティクスなどを経て結成されたCO-CóLOは、AORを基調としていたが、エキゾティクスのメンバーでもあった吉田建をプロデューサーに迎え制作された「彼は眠れない」では、再びロックサウンドに回帰する形となった。参加ミュージシャンはエキゾティクスの西平彰の他にも佐橋佳幸、国吉良一など気鋭のミュージシャンを多く起用した。
このアルバムから生まれた新しいバックバンドがこのJAZZ MASTERである。アルバムのプロデューサーでメインアレンジャーの吉田を中心に、当時吉田と共に泉谷しげるのバックバンドLOSERのメンバーでもあった村上“ポンタ”秀一（かつて井上バンドから原田裕臣が脱退した際に沢田と井上から勧誘を受けたが断った経緯がある）やエキゾティクスのメンバーだった柴山和彦など、全員沢田より年下ながら既に豊富なキャリアを有する実力派が結集した。
レコーディングでは中心メンバーの吉田建、村上ポンタ秀一はほぼ不動であったが、ギター、キーボードのメンバーは流動的であったため、JAZZ MASTERがクレジットされることはなく、あくまでコンサートのバックバンドという位置づけであり、エキゾティクスやCO-CóLOとは一線を画す。
1993年発表のアルバム「REALLY LOVE YA!!」を最後に吉田が沢田と袂を分かち、同アルバムのツアーから参加した後藤次利を迎えるものの、1995年からその名を耳にすることがなくなり、明確に解散を宣言しないまま自然消滅したものと思われる。その後もツアーメンバーは変更を経るが、柴山和彦のみ2024年までコンサート、アルバム制作でのサポートを続けた。

## メンバー
- 吉田建→後藤次利→富倉安生 （ベース）
- 村上“ポンタ”秀一　（ドラムス）※JAZZ MASTER消滅後、サーモスタットな夏ツアーまで参加
- 柴山和彦 （ギター）
- 朝本浩文 （キーボード）※JAZZ MASTER離脱後は楽曲提供で沢田に関わる
- 小林信吾 （キーボード）※ジュリーマニア、Really Love Ya!!ツアー参加
- 吉弘千鶴子 （キーボード）※Beautiful Worldツアーのみ参加
- 大儀見元 （パーカッション）※PANORAMAツアー、ジュリーマニア参加
- 稲葉智 （ギター）※ジュリーマニアのみ参加

## 解散後
JAZZ MASTER以前からの活動通り、それぞれプレーヤー、作曲家、アレンジャー、プロデューサー等として活動している。中でも吉田建、村上“ポンタ”秀一は第一線のスタジオミュージシャンとしてその名を知らしめている。吉田建が手掛けたミュージシャンとしては氷室京介、吉川晃司、吉田拓郎、ウルフルズ等殊に著名である。村上は参加アルバム1万枚以上という恐るべきキャリアを誇り、ジャズを基本としながら国の内外を問わず多種多様なミュージシャンと共演した。他、「PONTA BOX」など自身のプロジェクトも主宰していた。2021年3月9日に死去。

## 作品

### シングル（沢田研二作品）
- ポラロイドGIRL 1989/9/20
- DOWN 1990/2/7
- 世界はUp & Fall 1990/5/23
- SPLEEN 〜六月の風にゆれて〜 1991/5/17
- 太陽のひとりごと 1992/5/1
- そのキスが欲しい 1993/10/20

### アルバム（沢田研二作品）
- 彼は眠れない 1989/10/11
- 単純な永遠 1990/6/20
- PANORAMA 1991/6/14
- Beautiful World 1992/6/10
- REALLY LOVE YA!! 1993/11/17